# Eleições legislativas de 2015 em Vila Nova de Gaia

## Resultados Oficiais
| Partido                 | Partido                         | Votos   | %               | +/-   |
| ----------------------- | ------------------------------- | ------- | --------------- | ----- |
|                         | Portugal à Frente               | 55 394  | 34,49 / 100,00  | 12,54 |
|                         | Partido Socialista              | 54 010  | 33,63 / 100,00  | 1,96  |
|                         | Bloco de Esquerda               | 21 156  | 13,17 / 100,00  | 7,07  |
|                         | Coligação Democrática Unitária  | 12 604  | 7,85 / 100,00   | 0,49  |
|                         | Pessoas–Animais–Natureza        | 3 182   | 1,98 / 100,00   | 0,97  |
|                         | PCTP/MRPP                       | 2 080   | 1,29 / 100,00   | 0,27  |
|                         | Partido Democrático Republicano | 2 002   | 1,25 / 100,00   | Novo  |
|                         | Outros                          | 4 271   | 2,66 / 100,00   |       |
| Votos Inválidos         | Votos Inválidos                 | 5 919   | 3,69 / 100,00   | 0,27  |
| Total                   | Total                           | 160 618 | 100,00 / 100,00 |       |
| Eleitorado/Participação | Eleitorado/Participação         | 263 258 | 61,01 / 100,00  | 3,23  |
| Fonte                   | Fonte                           | [ 1 ]   | [ 1 ]           | [ 1 ] |

## Resultados por Freguesia
Os resultados seguintes referem-se aos partidos que obtiveram mais de 1,00% dos votos:
| Freguesia                            | %     | %     | %     | %     | %    | %    | %    | Votantes |
| Freguesia                            | PÀF   | PS    | BE    | CDU   | PAN  | PCTP | PDR  | Votantes |
| ------------------------------------ | ----- | ----- | ----- | ----- | ---- | ---- | ---- | -------- |
| Arcozelo                             | 43,43 | 27,33 | 11,98 | 6,14  | 1,67 | 1,14 | 1,37 | 7 889    |
| Avintes                              | 27,56 | 38,64 | 12,43 | 11,52 | 1,53 | 1,74 | 1,12 | 5 867    |
| Canelas                              | 32,76 | 34,38 | 14,26 | 7,24  | 2,05 | 1,34 | 1,18 | 6 783    |
| Canidelo                             | 28,50 | 36,35 | 15,56 | 8,15  | 2,29 | 1,39 | 1,40 | 14 700   |
| Grijó e Sermonde                     | 40,94 | 30,72 | 11,72 | 5,72  | 1,53 | 1,45 | 1,52 | 6 204    |
| Gulpilhares e Valadares              | 35,56 | 31,25 | 13,15 | 8,28  | 2,21 | 1,25 | 1,30 | 11 477   |
| Madalena                             | 33,27 | 32,75 | 14,45 | 9,26  | 1,77 | 1,25 | 1,40 | 5 585    |
| Mafamude e Vilar do Paraíso          | 35,38 | 32,49 | 14,01 | 7,83  | 1,99 | 1,01 | 1,04 | 27 913   |
| Oliveira do Douro                    | 28,19 | 36,80 | 14,00 | 10,03 | 2,15 | 1,53 | 1,21 | 12 119   |
| Pedroso e Seixezelo                  | 37,81 | 34,33 | 11,19 | 5,97  | 1,68 | 1,40 | 1,48 | 10 750   |
| Sandim, Olival, Lever e Crestuma     | 44,20 | 31,49 | 9,33  | 4,68  | 1,53 | 0,97 | 1,17 | 9 921    |
| Santa Marinha e São Pedro da Afurada | 31,18 | 35,67 | 13,61 | 8,88  | 2,13 | 1,31 | 1,13 | 18 467   |
| São Félix da Marinha                 | 40,45 | 32,05 | 10,50 | 6,04  | 1,85 | 1,13 | 1,17 | 7 246    |
| Serzedo e Perosinho                  | 37,86 | 32,52 | 11,63 | 6,76  | 2,19 | 1,40 | 1,50 | 7 118    |
| Vilar de Andorinho                   | 27,22 | 35,25 | 15,68 | 10,13 | 2,38 | 1,76 | 1,26 | 8 579    |
| Vila Nova de Gaia                    | 34,49 | 33,63 | 13,17 | 7,85  | 1,98 | 1,29 | 1,25 | 160 618  |

#### Arcozelo
| Partido                 | Partido                         | Votos  | %               | +/-   |
| ----------------------- | ------------------------------- | ------ | --------------- | ----- |
|                         | Portugal à Frente               | 3 426  | 43,43 / 100,00  | 13,68 |
|                         | Partido Socialista              | 2 156  | 27,33 / 100,00  | 3,04  |
|                         | Bloco de Esquerda               | 945    | 11,98 / 100,00  | 6,77  |
|                         | Coligação Democrática Unitária  | 484    | 6,14 / 100,00   | 0,57  |
|                         | Pessoas–Animais–Natureza        | 132    | 1,67 / 100,00   | 0,64  |
|                         | Partido Democrático Republicano | 108    | 1,37 / 100,00   | Novo  |
|                         | PCTP/MRPP                       | 90     | 1,14 / 100,00   | 0,28  |
|                         | Outros                          | 227    | 2,88 / 100,00   |       |
| Votos Inválidos         | Votos Inválidos                 | 321    | 4,07 / 100,00   | 0,05  |
| Total                   | Total                           | 7 889  | 100,00 / 100,00 |       |
| Eleitorado/Participação | Eleitorado/Participação         | 12 681 | 62,21 / 100,00  | 4,14  |

#### Avintes
| Partido                 | Partido                         | Votos | %               | +/-  |
| ----------------------- | ------------------------------- | ----- | --------------- | ---- |
|                         | Partido Socialista              | 2 267 | 38,64 / 100,00  | 1,03 |
|                         | Portugal à Frente               | 1 617 | 27,56 / 100,00  | 9,38 |
|                         | Bloco de Esquerda               | 729   | 12,43 / 100,00  | 7,29 |
|                         | Coligação Democrática Unitária  | 676   | 11,52 / 100,00  | 0,76 |
|                         | PCTP/MRPP                       | 102   | 1,74 / 100,00   | 0,57 |
|                         | Pessoas–Animais–Natureza        | 90    | 1,53 / 100,00   | 0,61 |
|                         | Partido Democrático Republicano | 66    | 1,12 / 100,00   | Novo |
|                         | Outros                          | 133   | 2,26 / 100,00   |      |
| Votos Inválidos         | Votos Inválidos                 | 187   | 3,19 / 100,00   | 0,37 |
| Total                   | Total                           | 5 867 | 100,00 / 100,00 |      |
| Eleitorado/Participação | Eleitorado/Participação         | 9 875 | 59,41 / 100,00  | 2,90 |

#### Canelas
| Partido                 | Partido                         | Votos  | %               | +/-   |
| ----------------------- | ------------------------------- | ------ | --------------- | ----- |
|                         | Partido Socialista              | 2 332  | 34,38 / 100,00  | 1,63  |
|                         | Portugal à Frente               | 2 222  | 32,76 / 100,00  | 12,00 |
|                         | Bloco de Esquerda               | 967    | 14,26 / 100,00  | 7,39  |
|                         | Coligação Democrática Unitária  | 491    | 7,24 / 100,00   | 0,74  |
|                         | Pessoas–Animais–Natureza        | 139    | 2,05 / 100,00   | 0,90  |
|                         | PCTP/MRPP                       | 91     | 1,34 / 100,00   | 0,15  |
|                         | Partido Democrático Republicano | 80     | 1,18 / 100,00   | Novo  |
|                         | Outros                          | 209    | 3,08 / 100,00   |       |
| Votos Inválidos         | Votos Inválidos                 | 252    | 3,72 / 100,00   | 1,06  |
| Total                   | Total                           | 6 783  | 100,00 / 100,00 |       |
| Eleitorado/Participação | Eleitorado/Participação         | 11 509 | 58,94 / 100,00  | 4,43  |

#### Canidelo
| Partido                 | Partido                         | Votos  | %               | +/-   |
| ----------------------- | ------------------------------- | ------ | --------------- | ----- |
|                         | Partido Socialista              | 5 343  | 36,35 / 100,00  | 0,11  |
|                         | Portugal à Frente               | 4 189  | 28,50 / 100,00  | 11,98 |
|                         | Bloco de Esquerda               | 2 288  | 15,56 / 100,00  | 8,50  |
|                         | Coligação Democrática Unitária  | 1 198  | 8,15 / 100,00   | 0,16  |
|                         | Pessoas–Animais–Natureza        | 336    | 2,29 / 100,00   | 1,21  |
|                         | Partido Democrático Republicano | 206    | 1,40 / 100,00   | Novo  |
|                         | PCTP/MRPP                       | 205    | 1,39 / 100,00   | 0,35  |
|                         | Outros                          | 389    | 2,64 / 100,00   |       |
| Votos Inválidos         | Votos Inválidos                 | 546    | 3,72 / 100,00   | 0,37  |
| Total                   | Total                           | 14 700 | 100,00 / 100,00 |       |
| Eleitorado/Participação | Eleitorado/Participação         | 23 801 | 61,76 / 100,00  | 1,72  |

#### Grijó e Sermonde
| Partido                 | Partido                         | Votos  | %               |
| ----------------------- | ------------------------------- | ------ | --------------- |
|                         | Portugal à Frente               | 2 540  | 40,94 / 100,00  |
|                         | Partido Socialista              | 1 906  | 30,72 / 100,00  |
|                         | Bloco de Esquerda               | 727    | 11,72 / 100,00  |
|                         | Coligação Democrática Unitária  | 355    | 5,72 / 100,00   |
|                         | Pessoas–Animais–Natureza        | 95     | 1,53 / 100,00   |
|                         | Partido Democrático Republicano | 94     | 1,52 / 100,00   |
|                         | PCTP/MRPP                       | 90     | 1,45 / 100,00   |
|                         | Outros                          | 153    | 2,47 / 100,00   |
| Votos Inválidos         | Votos Inválidos                 | 244    | 3,93 / 100,00   |
| Total                   | Total                           | 6 204  | 100,00 / 100,00 |
| Eleitorado/Participação | Eleitorado/Participação         | 10 241 | 60,58 / 100,00  |

#### Gulpilhares e Valadares
| Partido                 | Partido                         | Votos  | %               |
| ----------------------- | ------------------------------- | ------ | --------------- |
|                         | Portugal à Frente               | 4 081  | 35,56 / 100,00  |
|                         | Partido Socialista              | 3 587  | 31,25 / 100,00  |
|                         | Bloco de Esquerda               | 1 509  | 13,15 / 100,00  |
|                         | Coligação Democrática Unitária  | 950    | 8,28 / 100,00   |
|                         | Pessoas–Animais–Natureza        | 254    | 2,21 / 100,00   |
|                         | Partido Democrático Republicano | 149    | 1,30 / 100,00   |
|                         | PCTP/MRPP                       | 144    | 1,25 / 100,00   |
|                         | Outros                          | 348    | 3,03 / 100,00   |
| Votos Inválidos         | Votos Inválidos                 | 455    | 3,97 / 100,00   |
| Total                   | Total                           | 11 477 | 100,00 / 100,00 |
| Eleitorado/Participação | Eleitorado/Participação         | 18 888 | 60,76 / 100,00  |

#### Madalena
| Partido                 | Partido                         | Votos | %               | +/-   |
| ----------------------- | ------------------------------- | ----- | --------------- | ----- |
|                         | Portugal à Frente               | 1 858 | 33,27 / 100,00  | 12,86 |
|                         | Partido Socialista              | 1 829 | 32,75 / 100,00  | 0,30  |
|                         | Bloco de Esquerda               | 807   | 14,45 / 100,00  | 9,05  |
|                         | Coligação Democrática Unitária  | 517   | 9,26 / 100,00   | 1,49  |
|                         | Pessoas–Animais–Natureza        | 99    | 1,77 / 100,00   | 0,70  |
|                         | Partido Democrático Republicano | 78    | 1,40 / 100,00   | Novo  |
|                         | PCTP/MRPP                       | 70    | 1,25 / 100,00   | 0,32  |
|                         | Outros                          | 135   | 2,44 / 100,00   |       |
| Votos Inválidos         | Votos Inválidos                 | 192   | 3,44 / 100,00   | 0,85  |
| Total                   | Total                           | 5 585 | 100,00 / 100,00 |       |
| Eleitorado/Participação | Eleitorado/Participação         | 8 801 | 63,46 / 100,00  | 1,42  |

#### Mafamude e Vilar do Paraíso
| Partido                 | Partido                         | Votos  | %               |
| ----------------------- | ------------------------------- | ------ | --------------- |
|                         | Portugal à Frente               | 9 876  | 35,38 / 100,00  |
|                         | Partido Socialista              | 9 068  | 32,49 / 100,00  |
|                         | Bloco de Esquerda               | 3 911  | 14,01 / 100,00  |
|                         | Coligação Democrática Unitária  | 2 185  | 7,83 / 100,00   |
|                         | Pessoas–Animais–Natureza        | 556    | 1,99 / 100,00   |
|                         | Partido Democrático Republicano | 290    | 1,04 / 100,00   |
|                         | PCTP/MRPP                       | 282    | 1,01 / 100,00   |
|                         | Outros                          | 736    | 2,63 / 100,00   |
| Votos Inválidos         | Votos Inválidos                 | 1 009  | 3,62 / 100,00   |
| Total                   | Total                           | 27 913 | 100,00 / 100,00 |
| Eleitorado/Participação | Eleitorado/Participação         | 45 909 | 60,80 / 100,00  |

#### Oliveira do Douro
| Partido                 | Partido                         | Votos  | %               | +/-   |
| ----------------------- | ------------------------------- | ------ | --------------- | ----- |
|                         | Partido Socialista              | 4 460  | 36,80 / 100,00  | 1,30  |
|                         | Portugal à Frente               | 3 416  | 28,19 / 100,00  | 12,39 |
|                         | Bloco de Esquerda               | 1 697  | 14,00 / 100,00  | 7,34  |
|                         | Coligação Democrática Unitária  | 1 215  | 10,03 / 100,00  | 0,69  |
|                         | Pessoas–Animais–Natureza        | 261    | 2,15 / 100,00   | 1,26  |
|                         | PCTP/MRPP                       | 185    | 1,53 / 100,00   | 0,37  |
|                         | Partido Democrático Republicano | 147    | 1,21 / 100,00   | Novo  |
|                         | Outros                          | 347    | 2,87 / 100,00   |       |
| Votos Inválidos         | Votos Inválidos                 | 391    | 3,23 / 100,00   | 0,66  |
| Total                   | Total                           | 12 119 | 100,00 / 100,00 |       |
| Eleitorado/Participação | Eleitorado/Participação         | 19 948 | 60,75 / 100,00  | 2,13  |

#### Pedroso e Seixezelo
| Partido                 | Partido                         | Votos  | %               |
| ----------------------- | ------------------------------- | ------ | --------------- |
|                         | Portugal à Frente               | 4 065  | 37,81 / 100,00  |
|                         | Partido Socialista              | 3 690  | 34,33 / 100,00  |
|                         | Bloco de Esquerda               | 1 203  | 11,19 / 100,00  |
|                         | Coligação Democrática Unitária  | 642    | 5,97 / 100,00   |
|                         | Pessoas–Animais–Natureza        | 181    | 1,68 / 100,00   |
|                         | Partido Democrático Republicano | 159    | 1,48 / 100,00   |
|                         | PCTP/MRPP                       | 150    | 1,40 / 100,00   |
|                         | Outros                          | 275    | 2,50 / 100,00   |
| Votos Inválidos         | Votos Inválidos                 | 385    | 3,59 / 100,00   |
| Total                   | Total                           | 10 750 | 100,00 / 100,00 |
| Eleitorado/Participação | Eleitorado/Participação         | 17 785 | 60,44 / 100,00  |

#### Sandim, Olival, Lever e Crestuma
| Partido                 | Partido                         | Votos  | %               |
| ----------------------- | ------------------------------- | ------ | --------------- |
|                         | Portugal à Frente               | 4 385  | 44,20 / 100,00  |
|                         | Partido Socialista              | 3 124  | 31,49 / 100,00  |
|                         | Bloco de Esquerda               | 926    | 9,33 / 100,00   |
|                         | Coligação Democrática Unitária  | 464    | 4,68 / 100,00   |
|                         | Pessoas–Animais–Natureza        | 152    | 1,53 / 100,00   |
|                         | Partido Democrático Republicano | 116    | 1,17 / 100,00   |
|                         | Outros                          | 333    | 3,34 / 100,00   |
| Votos Inválidos         | Votos Inválidos                 | 421    | 4,24 / 100,00   |
| Total                   | Total                           | 9 921  | 100,00 / 100,00 |
| Eleitorado/Participação | Eleitorado/Participação         | 15 184 | 65,34 / 100,00  |

#### Santa Marinha e São Pedro da Afurada
| Partido                 | Partido                         | Votos  | %               |
| ----------------------- | ------------------------------- | ------ | --------------- |
|                         | Partido Socialista              | 6 587  | 35,67 / 100,00  |
|                         | Portugal à Frente               | 5 758  | 31,18 / 100,00  |
|                         | Bloco de Esquerda               | 2 513  | 13,61 / 100,00  |
|                         | Coligação Democrática Unitária  | 1 639  | 8,88 / 100,00   |
|                         | Pessoas–Animais–Natureza        | 393    | 2,13 / 100,00   |
|                         | PCTP/MRPP                       | 242    | 1,31 / 100,00   |
|                         | Partido Democrático Republicano | 209    | 1,13 / 100,00   |
|                         | Outros                          | 497    | 2,70 / 100,00   |
| Votos Inválidos         | Votos Inválidos                 | 629    | 3,41 / 100,00   |
| Total                   | Total                           | 18 467 | 100,00 / 100,00 |
| Eleitorado/Participação | Eleitorado/Participação         | 30 283 | 60,98 / 100,00  |

#### São Félix da Marinha
| Partido                 | Partido                         | Votos  | %               | +/-   |
| ----------------------- | ------------------------------- | ------ | --------------- | ----- |
|                         | Portugal à Frente               | 2 931  | 40,45 / 100,00  | 11,24 |
|                         | Partido Socialista              | 2 322  | 32,05 / 100,00  | 2,23  |
|                         | Bloco de Esquerda               | 761    | 10,50 / 100,00  | 5,82  |
|                         | Coligação Democrática Unitária  | 438    | 6,04 / 100,00   | 0,32  |
|                         | Pessoas–Animais–Natureza        | 134    | 1,85 / 100,00   | 0,94  |
|                         | Partido Democrático Republicano | 85     | 1,17 / 100,00   | Novo  |
|                         | PCTP/MRPP                       | 82     | 1,13 / 100,00   | 0,01  |
|                         | Outros                          | 184    | 2,54 / 100,00   |       |
| Votos Inválidos         | Votos Inválidos                 | 309    | 4,27 / 100,00   | 0,26  |
| Total                   | Total                           | 7 246  | 100,00 / 100,00 |       |
| Eleitorado/Participação | Eleitorado/Participação         | 11 215 | 64,61 / 100,00  | 3,07  |

#### Serzedo e Perosinho
| Partido                 | Partido                         | Votos  | %               |
| ----------------------- | ------------------------------- | ------ | --------------- |
|                         | Portugal à Frente               | 2 695  | 37,86 / 100,00  |
|                         | Partido Socialista              | 2 315  | 32,52 / 100,00  |
|                         | Bloco de Esquerda               | 828    | 11,63 / 100,00  |
|                         | Coligação Democrática Unitária  | 481    | 6,76 / 100,00   |
|                         | Pessoas–Animais–Natureza        | 156    | 2,19 / 100,00   |
|                         | Partido Democrático Republicano | 107    | 1,50 / 100,00   |
|                         | PCTP/MRPP                       | 100    | 1,40 / 100,00   |
|                         | Outros                          | 159    | 2,24 / 100,00   |
| Votos Inválidos         | Votos Inválidos                 | 277    | 3,89 / 100,00   |
| Total                   | Total                           | 7 118  | 100,00 / 100,00 |
| Eleitorado/Participação | Eleitorado/Participação         | 12 187 | 58,41 / 100,00  |

#### Vilar de Andorinho
| Partido                 | Partido                         | Votos  | %               | +/-   |
| ----------------------- | ------------------------------- | ------ | --------------- | ----- |
|                         | Partido Socialista              | 3 024  | 35,25 / 100,00  | 0,85  |
|                         | Portugal à Frente               | 2 335  | 27,22 / 100,00  | 12,12 |
|                         | Bloco de Esquerda               | 1 345  | 15,68 / 100,00  | 7,63  |
|                         | Coligação Democrática Unitária  | 869    | 10,13 / 100,00  | 1,01  |
|                         | Pessoas–Animais–Natureza        | 204    | 2,38 / 100,00   | 1,28  |
|                         | PCTP/MRPP                       | 151    | 1,76 / 100,00   | 0,16  |
|                         | Partido Democrático Republicano | 108    | 1,26 / 100,00   | Novo  |
|                         | Outros                          | 242    | 2,82 / 100,00   |       |
| Votos Inválidos         | Votos Inválidos                 | 301    | 3,51 / 100,00   | 0,78  |
| Total                   | Total                           | 8 579  | 100,00 / 100,00 |       |
| Eleitorado/Participação | Eleitorado/Participação         | 14 951 | 57,38 / 100,00  | 3,26  |